# Cyrano Fernández
Cyrano Fernández és una pel·lícula veneçolana del 2008, basada en Cyrano de Bergerac.
La trama de la pel·lícula parla de Cyrano Fernández, que és el líder d'un grup denominat "els Tupamaros", que tracta de defensar el seu barri dels narcotraficants.

## Argument
Està basat en Cyrano de Bergerac, d'Edmond Rostand. Cyrano Fernández és una versió lliure i crua d'un dels relats més sensuals i violents de la literatura universal. La història d'un triangle amorós entre Cyrano Fernández, Roxana Padilla i Cristian Santana, té lloc en aquesta versió, en un barri, aquest laberíntic i poderós escenari urbà que adquireix en el drama la importància d'un quart protagonista. La història de Cyrano Fernández és d'alguna manera la història de tots els homes o la de qualsevol de nosaltres, és a dir: l'abisme insalvable que hi ha entre allò que realment som i allò que somiem ser.

## Repartiment
- David Duchovny: Fox Mulder
- Gillian Anderson: 	Dana Scully
- Amanda Peet: 	ASAC Dakota Whitney
- Billy Connolly: 	Pare Joseph Crissman
- Xzibit: 	Agent Mosley Drummy
- Mitch Pileggi: 	Walter Skinner
- Callum Keith Rennie: 	2n Abductor - Janke Dacyshyn
- Adam Godley: 	Pare Ybarra
- Alex Diakun: 	Gaunt Man
- Nicki Aycox: 	2a Victim - Cheryl Cunningham
- Fagin Woodcock: 	1r Abductor - Franz Tomczeszyn
- Marco Niccoli: 	Christian Fearon
- Carrie Ruscheinsky: 	Margaret Fearon
- Spencer Maybee: 	Blair Fearon
- Veronika Hadrava	: 	ajudanta